# Vrchařská soutěž
Soutěž o nejlepšího vrchaře je hodnoceni silničních cyklistů, kteří bodují v horských premiích. Rozdělení bodů je prováděno v závislosti na obtížnosti stoupání, proto jsou horské prémie rozděleny do 4 kategorií podle obtížnosti. Etapa nemusí obsahovat žádnou horskou prémii, pak je označená jako rovinatá, nebo naopak může obsahovat i několik horských prémií a pak je označována jako kopcovitá nebo horská, podle náročnosti. Body do klasifikace vrchařů se mohou udělovat i v časovce, pokud je označena jako horská časovka. Rekordy v jednotlivých závodech drží Gino Bartali, který zvítězil 7x v Giro d'Italia, Richard Virenque 7x na Tour de France a Jose Luis Laguia 5x Vuelta a España. Zajímavostí je, že všechny rekordy drží cyklisté pořádající země. Zatím žádný cyklista nezískal titul "Krále vrchařů" ("King of the Mountains"), vítězství ve všech třech závodech Grand Tours v jediném roce. Získat trikoty pro nejlepšího vrchaře ve všech třech závodech, ale v různých letech, se podařilo pouze dvěma cyklistům: Federico Bahamontes a Luis Herrera.
Deseti jezdcům se podařilo získat dva trikoty ve stejném roce, tzv. double:
Vítězství Tour de France / Giro d'Italia v jednom roce:
- Fausto Coppi (1949)
- Charly Gaul (1956)
- Lucien Van Impe (1983)
- Claudio Chiappucci (1992)

Vítězství Giro d'Italia / Vuelta a España v jednom roce:
- Manuel Fuente (1972)
- Andres Oliva (1975, 1976)

Vítězství Tour de France / Vuelta a España v jednom roce:
- Federico Bahamontes (1958)
- Julio Jiminez (1965)
- Luis Herrera (1987)
- Tony Rominger (1993)

## Nejvíce trofejí (Grand Tours)
| Cyklista            | Stát      | Počet | Tour de France                             | Giro d'Italia                              | Vuelta a España |
| ------------------- | --------- | ----- | ------------------------------------------ | ------------------------------------------ | --------------- |
| Federico Bahamontes | Španělsko | 9x    | (1954, 1958, 1959, 1962, 1963, 1964)       | (1956)                                     | (1957, 1958)    |
| Gino Bartali        | Itálie    | 9x    | (1938, 1948)                               | (1935, 1936, 1937, 1939, 1940, 1946, 1947) |                 |
| Lucien Van Impe     | Belgie    | 8x    | (1971, 1972, 1975, 1977, 1981, 1983)       | (1982, 1983)                               |                 |
| Richard Virenque    | Francie   | 7x    | (1994, 1995, 1996, 1997, 1999, 2003, 2005) |                                            |                 |

## Grand Tours: Klasifikace vrchařů
| Rok  | Tour de France Puntíkatý trikot | Giro d'Italia Zelený trikot     | Vuelta a España Oranžový trikot |
| ---- | ------------------------------- | ------------------------------- | ------------------------------- |
| 1933 | Vicente Trueba                  | Alfredo Binda                   | -                               |
| 1934 | Rene Vietto                     | Remo Bertoni                    | -                               |
| 1935 | Felicien Vervaecke              | Gino Bartali                    | Edoaro Molinar                  |
| 1936 | Julian Berrendero               | Gino Bartali                    | Salvodor Molina                 |
| 1937 | Felicien Vervaecke              | Gino Bartali                    | -                               |
| 1938 | Gino Bartali                    | Giovanni Valetti                | -                               |
| 1939 | Sylvere Maes                    | Gino Bartali                    | -                               |
| 1940 | -                               | Gino Bartali                    | -                               |
| 1941 | -                               | -                               | Fermin Trueba                   |
| 1942 | -                               | -                               | Julián Berrendero               |
| 1945 | -                               | -                               | Julián Berrendero               |
| 1946 | -                               | Gino Bartali                    | Emilio Rodriguez                |
| 1947 | Pierre Brambilla                | Gino Bartali                    | Emilio Rodriguez                |
| 1948 | Gino Bartali                    | Fausto Coppi                    | Bernardo Ruiz                   |
| 1949 | Fausto Coppi                    | Fausto Coppi                    | -                               |
| 1950 | Louison Bobet                   | Hugo Koblet                     | Emilio Rodriguez                |
| 1951 | Raphael Geminiani               | Louison Bobet                   | -                               |
| 1952 | Fausto Coppi                    | Raphael Geminiani               | -                               |
| 1953 | Jesus Lerono                    | Pasquale Fornara                | -                               |
| 1954 | Federico Bahamontes             | Fausto Coppi                    | -                               |
| 1955 | Charly Gaul                     | Gastone Nencini                 | Giusseppe Buratti               |
| 1956 | Charly Gaul                     | Charly Gaul Federico Bahamontes | Nico Defilippis                 |
| 1957 | Gastone Nencini                 | Raphael Geminiani               | Federico Bahamontes             |
| 1958 | Federico Bahamontes             | Jean Brankart                   | Federico Bahamontes             |
| 1959 | Federico Bahamontes             | Charly Gaul                     | Antonio Suárez                  |
| 1960 | Imerio Massignan                | Rik Van Looy                    | Antonio Karmany                 |
| 1961 | Imerio Massignan                | Vito Taccone                    | Antonio Karmany                 |
| 1962 | Federico Bahamontes             | Angelino Soler                  | Antonio Karmany                 |
| 1963 | Federico Bahamontes             | Vito Taccone                    | Julio Jiminez                   |
| 1964 | Federico Bahamontes             | Franco Bitossi                  | Julio Jiminez                   |
| 1965 | Julio Jiminez                   | Franco Bitossi                  | Julio Jiminez                   |
| 1966 | Julio Jiminez                   | Franco Bitossi                  | Gregorio San Miguel             |
| 1967 | Julio Jiminez                   | Aurelio Gonzales                | Mariano Diaz                    |
| 1968 | Aurelio Gonzales                | Eddy Merckx                     | Francisco Gabica                |
| 1969 | Eddy Merckx                     | Claudi Michelotto               | Luis Ocaña                      |
| 1970 | Eddy Merckx                     | Martin Vandenbossche            | Augustin Tamames                |
| 1971 | Lucien Van Impe                 | Manuel Fuente                   | Joop Zoetemelk                  |
| 1972 | Eddy Merckx                     | Manuel Fuente                   | Manuel Fuente                   |
| 1973 | Pedro Torres                    | Manuel Fuente                   | Jose Luis Abilleira             |
| 1974 | Domingo Perurena                | Manuel Fuente                   | Jose Luis Abilleira             |
| 1975 | Lucien Van Impe                 | Francisco Galdos Andres Oliva   | Andres Oliva                    |
| 1976 | Giancarlo Bellini               | Andres Oliva                    | Andres Oliva                    |
| 1977 | Lucien Van Impe                 | Faustino Fernandez Ovies        | Pedro Torres                    |
| 1978 | Mariano Martinez                | Ueli Sutter                     | Andres Oliva                    |
| 1979 | Giovanni Battaglin              | Claudio Bertolotto              | Felipe Yanez                    |
| 1980 | Raymond Martin                  | Claudio Bertolotto              | Juan Fernandez                  |
| 1981 | Lucien Van Impe                 | Claudio Bertolotto              | Jose Luis Laguia                |
| 1982 | Bernard Vallet                  | Lucien Van Impe                 | Jose Luis Laguia                |
| 1983 | Lucien Van Impe                 | Lucien Van Impe                 | Jose Luis Laguia                |
| 1984 | Robert Millar                   | Laurent Fignon                  | Felipe Yanez                    |
| 1985 | Luis Herrera                    | Jose Luiz Navarro               | Jose Luis Laguia                |
| 1986 | Bernard Hinault                 | Pedro Munoz                     | Jose Luis Laguia                |
| 1987 | Luis Herrera                    | Robert Millar                   | Luis Herrera                    |
| 1988 | Steven Rooks                    | Andy Hampsten                   | Álvaro Pino                     |
| 1989 | Gert-Jan Theunisse              | Luis Herrera                    | Oscar Vargas                    |
| 1990 | Thierry Claveyrolat             | Claudio Chiappucci              | Martin Farfan                   |
| 1991 | Claudio Chiappucci              | Inaki Gaston                    | Luis Herrera                    |
| 1992 | Claudio Chiappucci              | Claudio Chiappucci              | Carlos Hernandez                |
| 1993 | Tony Rominger                   | Claudio Chiappucci              | Tony Rominger                   |
| 1994 | Richard Virenque                | Pascal Richard                  | Luc Leblanc                     |
| 1995 | Richard Virenque                | Mariano Piccoli                 | Laurent Jalabert                |
| 1996 | Richard Virenque                | Mariano Piccoli                 | Tony Rominger                   |
| 1997 | Richard Virenque                | Jose Jaime Gonzalez             | José Maria Jiménez              |
| 1998 | Christophe Rinero               | Marco Pantani                   | José Maria Jiménez              |
| 1999 | Richard Virenque                | Jose Jaime Gonzalez             | José Maria Jiménez              |
| 2000 | Santiago Botero                 | Francesco Casagrande            | Carlos Sastre                   |
| 2001 | Laurent Jalabert                | Freddy Gonzalez Martinez        | José Maria Jiménez              |
| 2002 | Laurent Jalabert                | Julio Perez Cuapio              | Aitor Osa                       |
| 2003 | Richard Virenque                | Freddy Gonzalez Martinez        | Felix Cardenas                  |
| 2004 | Richard Virenque                | Fabian Wegmann                  | Felix Cardenas                  |
| 2005 | Michael Rasmussen               | José Rujano Guillén             | Joaquín Rodríguez               |
| 2006 | Michael Rasmussen               | Juan Manuel Gárate              | Egoi Martínez                   |
| 2007 | Juan Mauricio Soler Hernandez   | Leonardo Piepoli                | Děnis Meňšov                    |
| 2008 | Bernhard Kohl                   | Emanuele Sella                  | David Moncoutié                 |
| 2009 | Franco Pellizotti               | Stefano Garzelli                | David Moncoutié                 |
| 2010 | Anthony Charteau                | Matthew Lloyd                   | David Moncoutié                 |
| 2011 | Samuel Sánchez                  | Stefano Garzelli                | David Moncoutié                 |